# Hendricus Johannes Wennekers

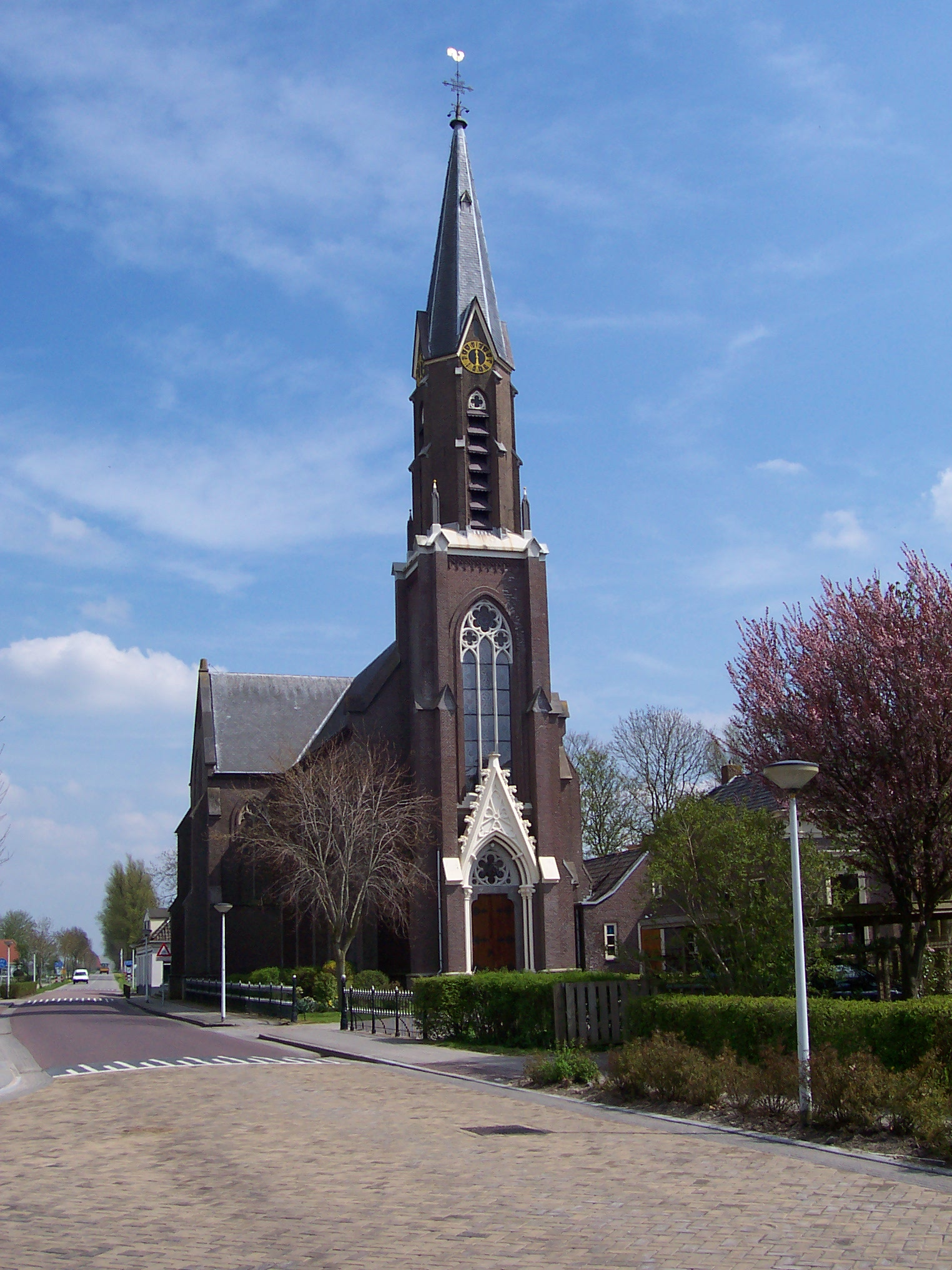
Warga, Sint-Martinuskerk (1859)

Hendricus Johannes Wennekers (Arnhem, 4 september 1827- 's-Hertogenbosch, 25 oktober 1900) was een Nederlandse ijkmeester-architect van kerken. Hij wordt beschouwd als protagonist van de vroege neogotiek in Noord-Nederland.

## Levensloop
Wennekers was een zoon van de winkelier Hendrik Johannes Wennekers en Arnolda Maria Kersjes.
Hij ging in 1845 studeren in Delft aan de Koninklijke Academie van Bouwkundige Ingenieurs. Na twee jaar studeren stapte hij in mei 1847 met een attest van goed gedrag over naar de studie ijkwezen. Sinds 1851 woonde hij in Zutphen als landmeter en werd er benoemd door de arrondissementsijker. In 1858 trouwde hij te Heino met Susanna Arnolda Wolters. In 1870 verhuisde hij naar Zwolle. Hij was in 1873 mede-oprichter van het thans nog bestaande Toonkunstkoor Caecilia. In 1874 verhuisde hij naar Amsterdam en in 1895 naar Breda. In 1897 vertrok hij naar zijn laatste woonplek 's-Hertogenbosch, waar hij in 1900 overleed.

## Kerkenbouw
De naam Wennekers op het gebied van kerkenbouw komt voor het eerst voor in 1856, toen hij te maken kreeg met de bouw van de parochiekerk Onze Lieve Vrouwe Hemelvaart voor de nieuwe parochie van Heino. In september 1858 kwam deze parochiekerk gereed (gesloopt in 1923/24). In 1864 was Wennekers ook betrokken bij de bouw van de kerk in Irnsum. Deze kerk werd hetzelfde jaar nog ingewijd (gesloopt in 1965).
Verder bouwde Wennekers nog kerken in:
- Beltrum (Onze Lieve Vrouw ten Hemelopnemingkerk)
- Bemmel (H. Donatus - in mei 1945 verwoest)
- Boskamp (H. Willibrordus)
- Delden (H. Blasius)
- Doetinchem (O.L.V. ten Hemelopneming, 1860, restanten in 1948 gesloopt)
- Driel (Maria Geboorte)
- Heeg (alleen de pastorie)
- Joppe (Onze Lieve Vrouw Tenhemelopneming, 1866)
- Joure (H. Mattheus - gesloopt). De kerktoren van de Sint-Mattheüskerk bleef gehandhaafd.
- Kuinre (H. Nicolaas)
- Lierderholthuis (H. Nicolaas, 1863)
- Olst (H. Willibrordus - gesloopt)
- Steenderen (H. Willibrordus, 1864)
- Vierakker (Sint Willibrorduskerk)
- Vroomshoop, zie Geerdijk (H. Willibrordus)
- Warga (H. Martinus, 1859); bij deze kerk was zijn broer Johannes Wennekers pastoor.
- Winterswijk (H. Jacobus)
- Wolvega (H. Franciscus - gesloopt 1913)